# Marko Haarala
Marko Haarala (ur. 23 października 1972) – fiński skoczek narciarski, reprezentant klubu Ounasvaaran Hiihtoseura, srebrny medalista mistrzostw świata juniorów z 1990.
30 marca 1990 w Szczyrbskim Jeziorze podczas mistrzostw świata juniorów zdobył srebrny medal w konkursie drużynowym, w którym wystartował wraz z Esą Könönen, Riku Äyri oraz Miką Laitinenem. Drużyna Finlandii przegrała wówczas z zespołem austriackim.
W sezonach 1989/1990 i 1990/1991 startował także w zawodach Pucharu Świata. Nigdy nie zdobył punktów PŚ. Najwyższe miejsce zajął 6 marca 1991 w szwedzkim Bollnäs, gdzie był 24.

## Mistrzostwa świata juniorów
- Indywidualnie
  - 1990  Szczyrbskie Jezioro – 32. miejsce
- Drużynowo
  - 1990  Szczyrbskie Jezioro – srebrny medal[a]

## Puchar Świata

### Miejsca w poszczególnych konkursach indywidualnychPucharu Świata
| Źródło                                                                                       | Źródło      | Źródło      | Źródło      | Źródło  | Źródło  | Źródło     | Źródło                 | Źródło    | Źródło        | Źródło    | Źródło          | Źródło          | Źródło       | Źródło | Źródło    | Źródło   | Źródło    | Źródło | Źródło  | Źródło       | Źródło              | Źródło  | Źródło  | Źródło  | Źródło | Źródło | Źródło | Źródło | Źródło | Źródło | Źródło | Źródło | Źródło | Źródło | Źródło | Źródło | Źródło | Źródło | Źródło | Źródło | Źródło | Źródło | Źródło | Źródło | Źródło | Źródło | Źródło | Źródło | Źródło |
| -------------------------------------------------------------------------------------------- | ----------- | ----------- | ----------- | ------- | ------- | ---------- | ---------------------- | --------- | ------------- | --------- | --------------- | --------------- | ------------ | ------ | --------- | -------- | --------- | ------ | ------- | ------------ | ------------------- | ------- | ------- | ------- | ------ | ------ | ------ | ------ | ------ | ------ | ------ | ------ | ------ | ------ | ------ | ------ | ------ | ------ | ------ | ------ | ------ | ------ | ------ | ------ | ------ | ------ | ------ | ------ | ------ |
| Sezon 1989/1990                                                                              |             |             |             |         |         |            |                        |           |               |           |                 |                 |              |        |           |          |           |        |         |              |                     |         |         |         |        |        |        |        |        |        |        |        |        |        |        |        |        |        |        |        |        |        |        |        |        |        |        |        |        |
| Thunder Bay                                                                                  | Thunder Bay | Lake Placid | Lake Placid | Sapporo | Sapporo | Oberstdorf | Garmisch-Partenkirchen | Innsbruck | Bischofshofen | Harrachov | Liberec         | Zakopane        | Sankt Moritz | Gstaad | Engelberg | Predazzo | Predazzo  | Lahti  | Lahti   | Örnsköldsvik | Sollefteå           | Raufoss | Planica | Planica | punkty |        |        |        |        |        |        |        |        |        |        |        |        |        |        |        |        |        |        |        |        |        |        |        |        |
| -                                                                                            | -           | -           | -           | -       | -       | -          | -                      | -         | -             | -         | -               | -               | -            | -      | -         | -        | -         | 75     | 74      | -            | -                   | -       | -       | -       | 0      |        |        |        |        |        |        |        |        |        |        |        |        |        |        |        |        |        |        |        |        |        |        |        |        |
| Sezon 1990/1991                                                                              |             |             |             |         |         |            |                        |           |               |           |                 |                 |              |        |           |          |           |        |         |              |                     |         |         |         |        |        |        |        |        |        |        |        |        |        |        |        |        |        |        |        |        |        |        |        |        |        |        |        |        |
| Lake Placid                                                                                  | Lake Placid | Thunder Bay | Thunder Bay | Sapporo | Sapporo | Oberstdorf | Garmisch-Partenkirchen | Innsbruck | Bischofshofen | Oberhof   | Bad Mitterndorf | Bad Mitterndorf | Lahti        | Lahti  | Bollnäs   | Falun    | Trondheim | Oslo   | Planica | Planica      | Szczyrbskie Jezioro | punkty  | punkty  | punkty  | punkty | punkty | punkty | punkty | punkty | punkty | punkty | punkty | punkty | punkty | punkty | punkty | punkty | punkty | punkty | punkty |        |        |        |        |        |        |        |        |        |
| -                                                                                            | -           | -           | -           | -       | -       | -          | -                      | -         | -             | -         | -               | -               | 35           | -      | 24        | 34       | 38        | 49     | -       | -            | -                   | 0       | 0       | 0       | 0      | 0      | 0      | 0      | 0      | 0      | 0      | 0      | 0      | 0      | 0      | 0      | 0      | 0      | 0      | 0      |        |        |        |        |        |        |        |        |        |
| Legenda                                                                                      |             |             |             |         |         |            |                        |           |               |           |                 |                 |              |        |           |          |           |        |         |              |                     |         |         |         |        |        |        |        |        |        |        |        |        |        |        |        |        |        |        |        |        |        |        |        |        |        |        |        |        |
| 1 2 3 4-10 11-15 poniżej 15 q – zawodnik nie zakwalifikował się - – zawodnik nie wystartował |             |             |             |         |         |            |                        |           |               |           |                 |                 |              |        |           |          |           |        |         |              |                     |         |         |         |        |        |        |        |        |        |        |        |        |        |        |        |        |        |        |        |        |        |        |        |        |        |        |        |        |